# Yagoub Mustafa
Yagoub Mustafa (28 febbraio 1998) è un calciatore sudsudanese, attaccante del Dandenong City.

## Carriera

### Club
Ha giocato nelle serie minori del campionato australiano.

### Nazionale
Nel 2019 ha giocato la sua unica partita in carriera in nazionale, in un incontro di qualificazione alla Coppa d'Africa 2021.

## Statistiche

### Cronologia presenze e reti in nazionale
| Cronologia completa delle presenze e delle reti in nazionale ― Sudan del Sud | Cronologia completa delle presenze e delle reti in nazionale ― Sudan del Sud | Cronologia completa delle presenze e delle reti in nazionale ― Sudan del Sud | Cronologia completa delle presenze e delle reti in nazionale ― Sudan del Sud | Cronologia completa delle presenze e delle reti in nazionale ― Sudan del Sud | Cronologia completa delle presenze e delle reti in nazionale ― Sudan del Sud | Cronologia completa delle presenze e delle reti in nazionale ― Sudan del Sud | Cronologia completa delle presenze e delle reti in nazionale ― Sudan del Sud |
| Data                                                                         | Città                                                                        | In casa                                                                      | Risultato                                                                    | Ospiti                                                                       | Competizione                                                                 | Reti                                                                         | Note                                                                         |
| ---------------------------------------------------------------------------- | ---------------------------------------------------------------------------- | ---------------------------------------------------------------------------- | ---------------------------------------------------------------------------- | ---------------------------------------------------------------------------- | ---------------------------------------------------------------------------- | ---------------------------------------------------------------------------- | ---------------------------------------------------------------------------- |
| 9-10-2019                                                                    | Omdurman                                                                     | Sudan del Sud                                                                | 2 – 1                                                                        | Seychelles                                                                   | Qual. Coppa d'Africa 2021                                                    | -                                                                            |                                                                              |
| Totale                                                                       |                                                                              | Presenze                                                                     | 1                                                                            |                                                                              | Reti                                                                         | 0                                                                            |                                                                              |